# 1982 Tour
1982 Tour – czwarta trasa koncertowa grupy muzycznej Depeche Mode; jedna z krótszych. Obejmuje 3 koncerty.

## Setlista
1. Shout!
2. I Sometimes Wish I Was Dead
3. Boys Say Go!
4. Puppets
5. See You
6. Big Muff
7. Now, This Is Fun
8. Ice Machine
9. New Life
10. Tora! Tora! Tora!
11. The Meaning Of Love
12. Just Can’t Get Enough
13. What's Your Name?
14. Photographic
15. Dreaming Of Me
16. I Like It      (nie we wszystkich datach)
17. Television Set (nie na wszystkich koncertach)

## Koncerty
1. styczeń 1982 – Rayleigh (Wielka Brytania) – Crocs
2. 22 stycznia 1982 – Nowy Jork (USA) – The Ritz
3. 23 stycznia 1982 – Nowy Jork (USA) – The Ritz